# 파란드

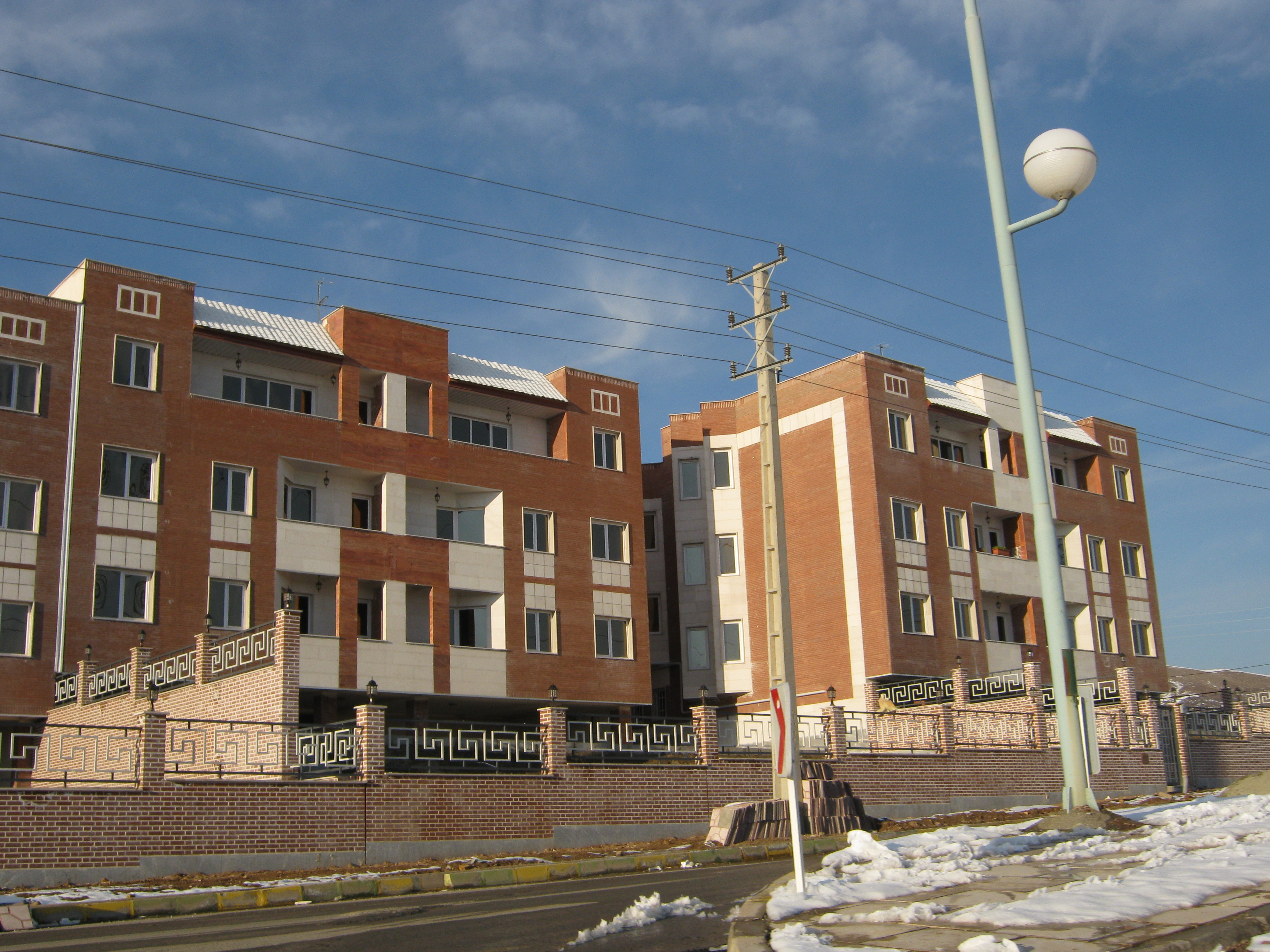

파란드(페르시아어: پرند, 영어: Parand)는 이란 테헤란주 로바트군에 위치한 신도시이다. 파란드는 페르시아어로 "천연 섬유"를 의미한다. 우크라이나 국제항공 752편 격추 사건이 벌어진 곳으로 알려져있다.

## 지리
로바트 카림에서 서쪽으로 10km 떨어져 있다.